# Цяньлин

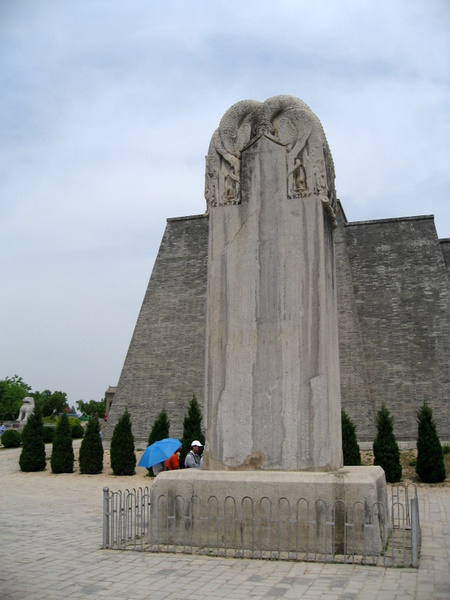
Стела высотой 7,5 метров

Цяньлин (乾陵) — погребальный комплекс, построенный в период правления династии Тан (618—907 годы), расположен в уезде Цяньсянь, провинция Шэньси, Китай, в 85 км к северо-западу от города Сиань, бывшей столице страны в эпоху Тан. В зданиях построенной в 684 году (и достроенной в период до 706 года) гробницы захоронены останки различных членов семьи Ли, в том числе император Гао-цзун (649—683) и его жена У Цзэтянь, сумевшая стать правящей императрицей Китая (690—705 годы).
Мавзолей известен многочисленными каменными статуями эпохи династии Тан, расположенными снаружи гробниц, и фресками, украшающими их стены под землей. Помимо главного тумулуса и подземных гробниц Гао-цзуна и У Цзэтянь, на территории комплекса расположено ещё 17 более мелких усыпальниц, так называемых пэйцзан му. По состоянию на 2005 год археологами изучены только пять из них: три принадлежат членам императорской семьи, одна чэнсяну («канцлеру») и ещё одна — генералу левой руки.